# شيلا جونسون
شيلا جونسون (بالإنجليزية: Sheila Johnson)‏ هي سيدة أعمال أمريكية، ولدت في 25 يناير 1949 في ماكيسبورت في الولايات المتحدة.

## وصلات خارجية
- شيلا جونسون على موقع IMDb (الإنجليزية)
- شيلا جونسون على موقع إن إن دي بي (الإنجليزية)
- شيلا جونسون على موقع قاعدة بيانات الفيلم (الإنجليزية)